# 马利科讷
马利科讷（法語：Malicorne，法語發音：[malikɔʁn]）是法国阿列省的一个市镇，位于该省西部，属于蒙吕松区。

## 地理
马利科讷（46°18'6"N, 2°46'56"E）面积11.84 平方千米，位于法国奥弗涅-罗讷-阿尔卑斯大区阿列省，该省份为法国中部省份，北起涅夫勒省、西北接谢尔省，西南至克勒兹省，南至多姆山省，东南临卢瓦尔省，东临索恩-卢瓦尔省。
与马利科讷接壤的市镇（或旧市镇、城区）包括：尚布莱、科隆比耶、科芒特里、杜瓦耶、伊村、蒙维克、内里莱班。

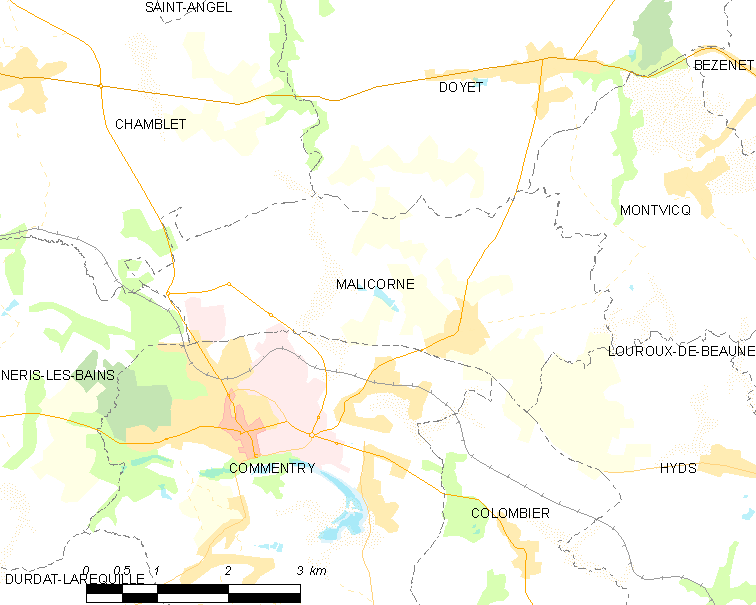
马利科讷的OSM定位图

马利科讷的时区为UTC+01:00、UTC+02:00（夏令时）。

## 行政
马利科讷的邮政编码为03600，INSEE市镇编码为03159。

## 政治
马利科讷所属的省级选区为科芒特里县。

## 人口

1962-2008年间马利科讷人口变化图示

马利科讷于2022年1月1日时的人口数量为768人。